# Cladiella
Cladiella ist eine Gattung der Lederkorallen (Alcyoniidae) aus den Korallenriffen des Indopazifik. 

## Merkmale
Wie alle Korallen sind es Tierkolonien, die aus vielen Einzelpolypen bestehen. Sie wachsen verzweigt, lappig oder fingerförmig. Der Einzelpolyp hat wie alle Tiere aus der Unterklasse Octocorallia acht gefiederte Fangarme, auch der Gastralraum wird durch acht Längswände (Mesenterien) in acht Kammern geteilt. Die Polypen sind von brauner Farbe und können vollständig in den weißlichen Stamm (Coenenchym) zurückgezogen werden. Die gesamte Kolonie wechselt dadurch ihre Farbe von braun nach weiß. Dies gilt für die Gattung als Erkennungsmerkmal. Cladiella besitzt wie alle Lederkorallen kein festes Kalkskelett, sondern hat als Festigungselemente kleine (weniger als 0,2 mm), hantelförmige Kalknadeln (Sklerite) im Körper. Die Oberfläche der Kolonie ist extrem schleimig. Sie lebt in einer Endosymbiose mit einzelligen, symbiotischen Algen (Zooxanthellen), die die Koralle mit Nährstoffen versorgen.
Cladiella kann in Meerwasseraquarien gehalten werden und ist für Anfänger leichter zu halten als Steinkorallen. Oft erreichen sie auch hier enorme Größen.